# کاروانسرای اوکز محمد پاشا
کاروانسرای اوکز محمد پاشا (ترکی استانبولی: Öküz Mehmet Paşa Kervansarayı) یک کاروانسرا در کوش‌آداسی استان آیدین است. این کاروانسرا بین سالهای ۱۶۱۵ و ۱۶۱۸ و به دستور اوکز محمد پاشا، که به عنوان فرماندار مصر عثمانی و وزیر اعظم دربار امپراتوری عثمانی کار می‌کرد ساخته شده‌است. پس از بازسازی، امروزه از این بنا به عنوان هتل استفاده می‌شود.

## نگارخانه

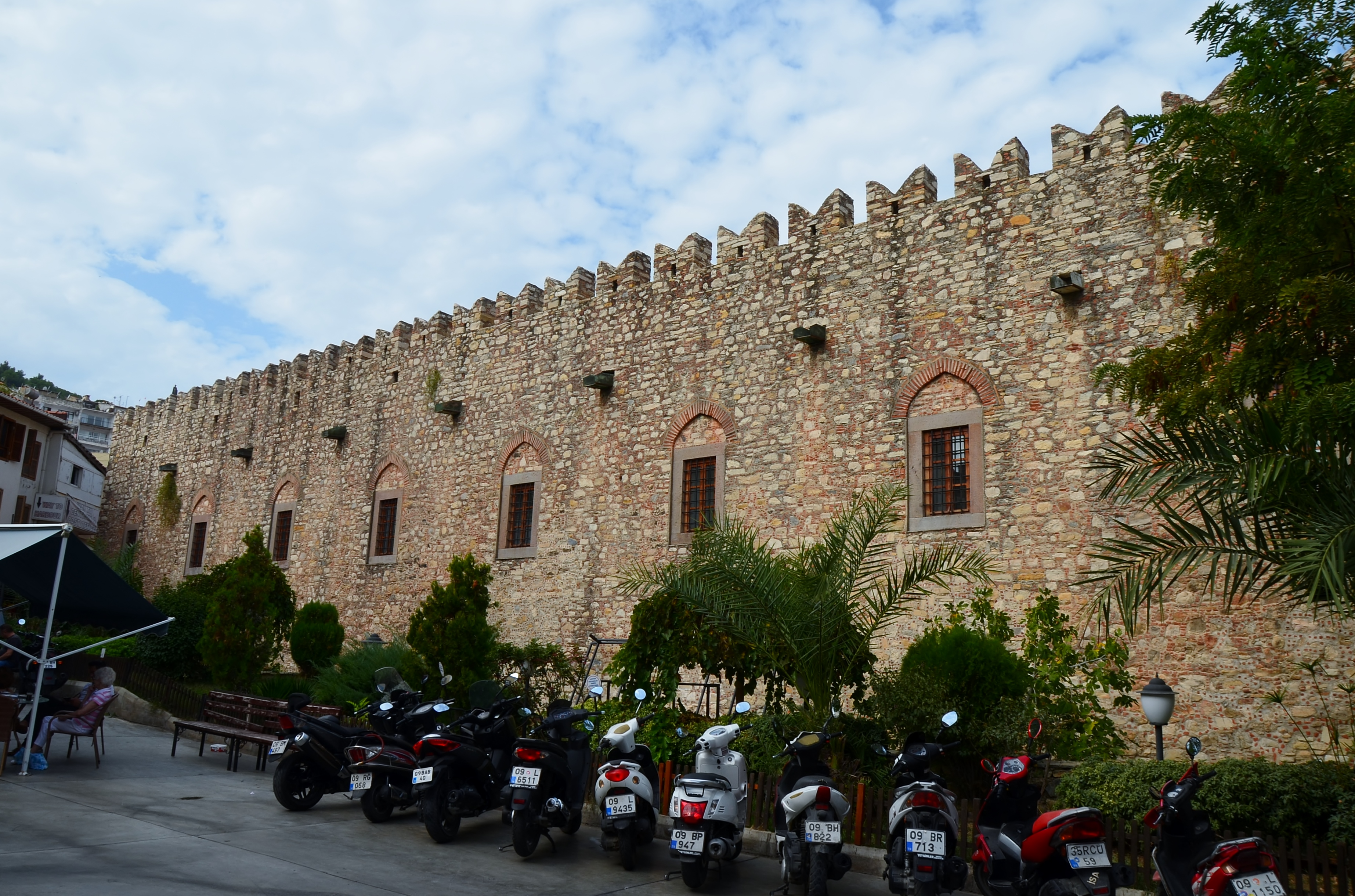
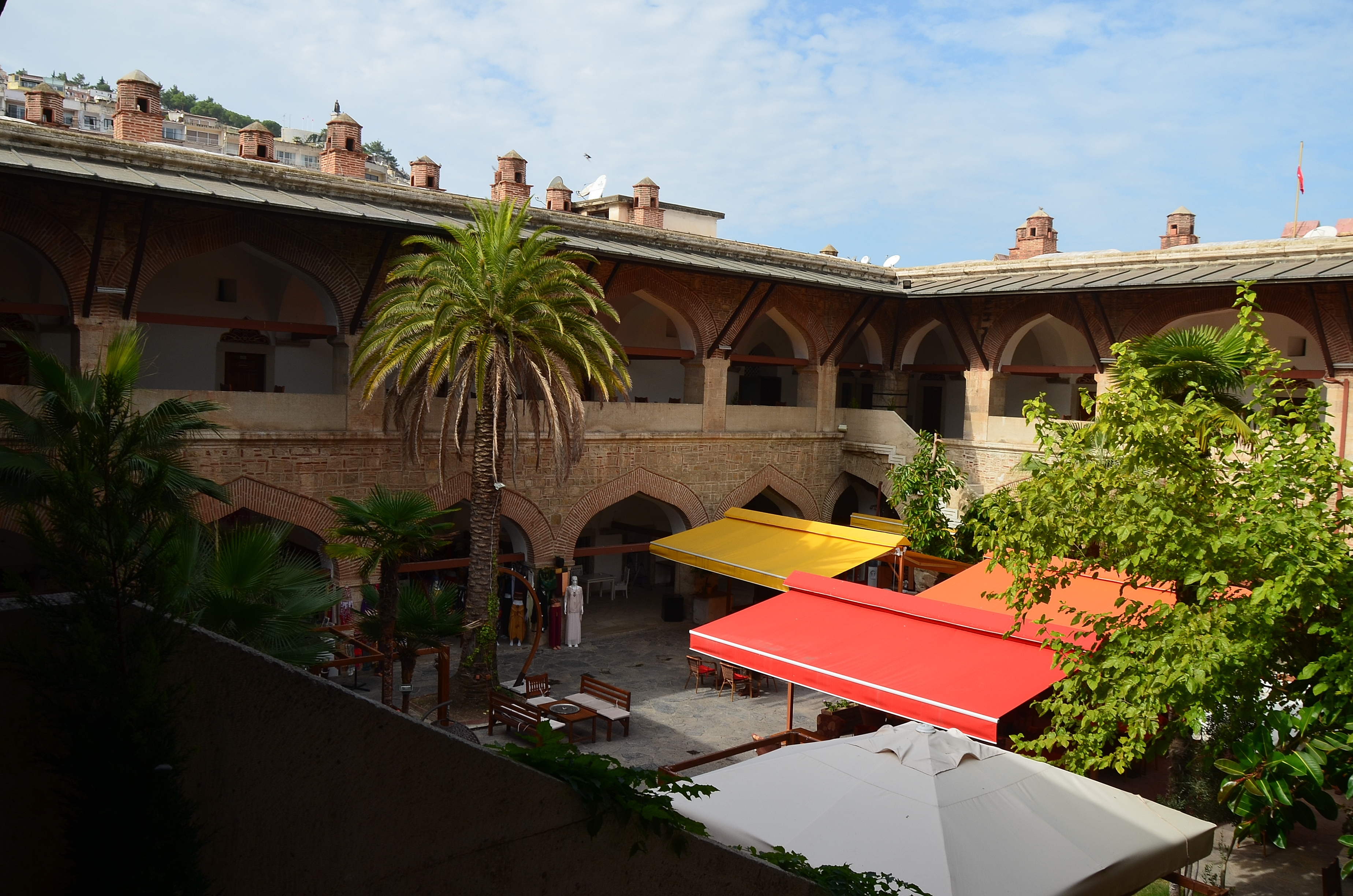
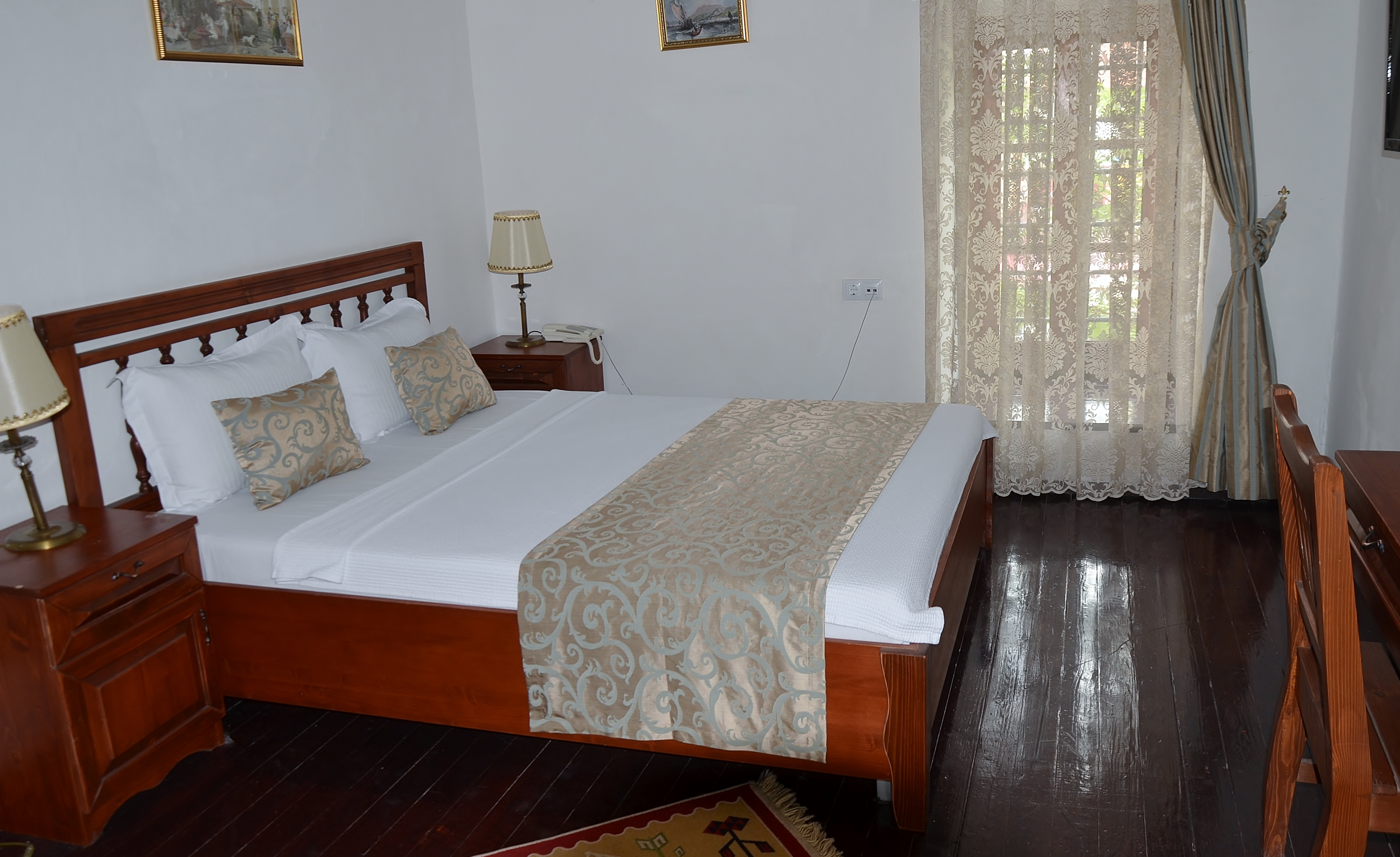
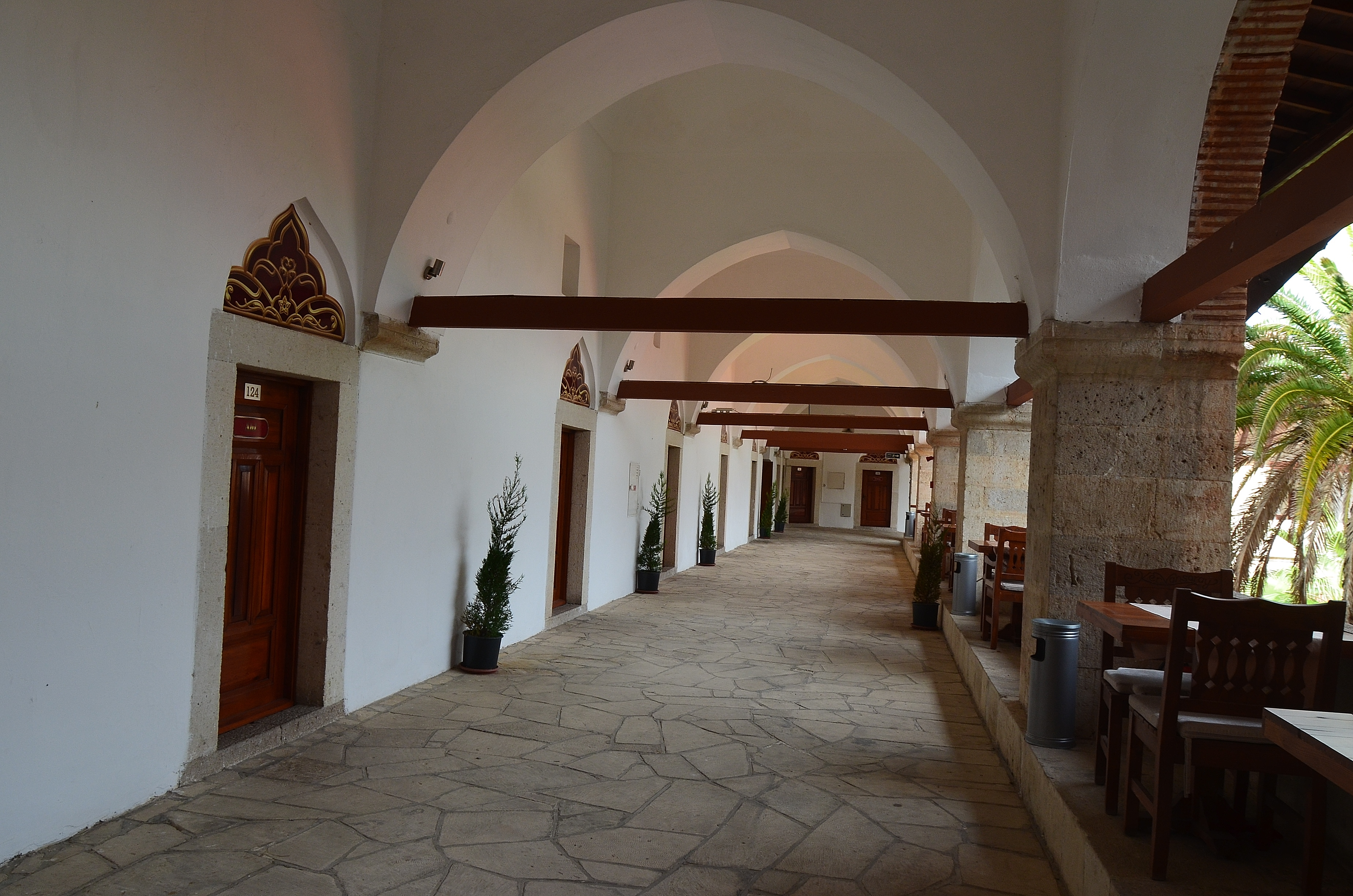
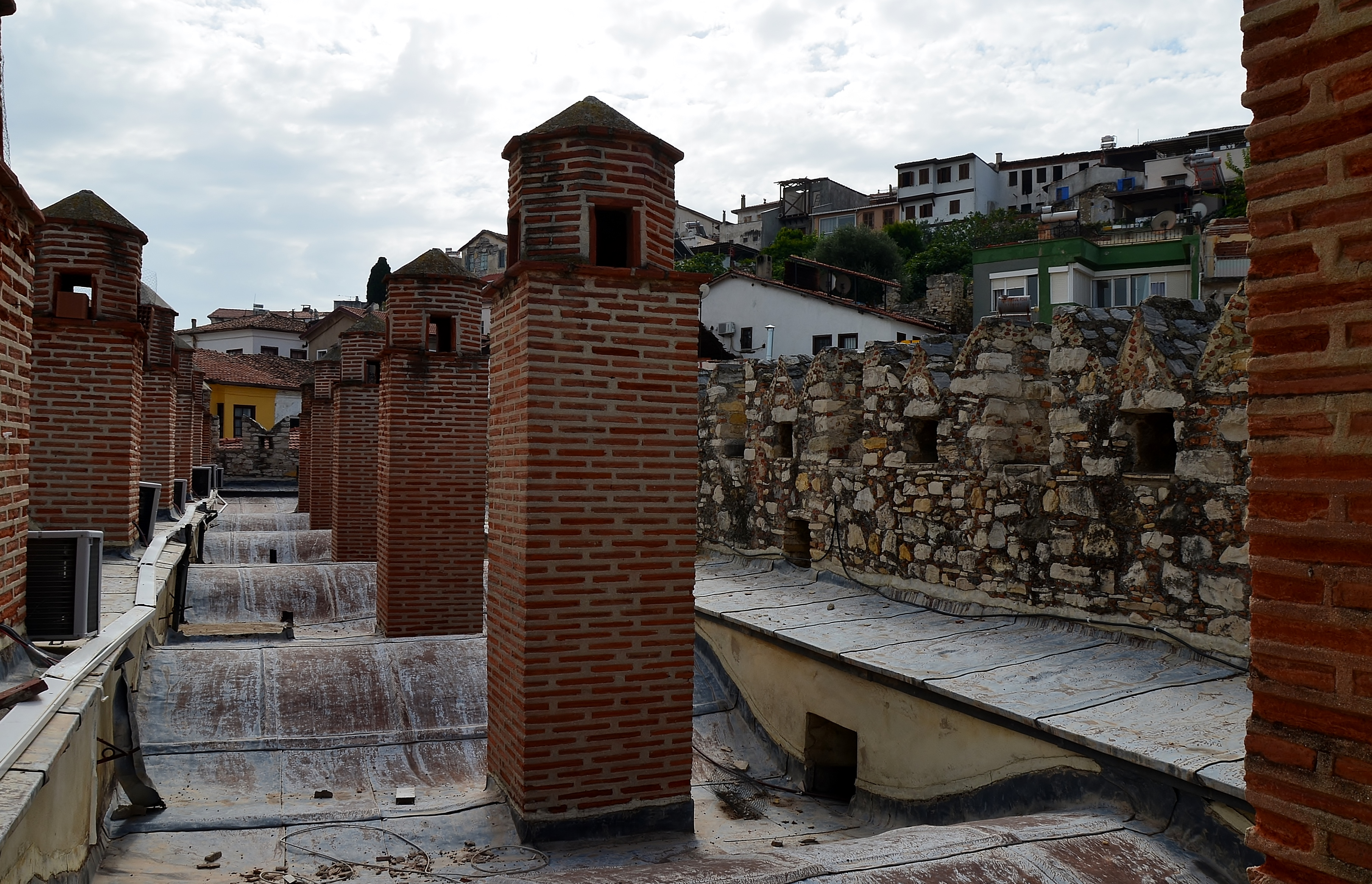